# Tephrina boaria
Tephrina boaria är en fjärilsart som beskrevs av Swinhoe 1885. Tephrina boaria ingår i släktet Tephrina och familjen mätare. Inga underarter finns listade i Catalogue of Life.